# Repuš
Repuš je naselje v Občini Dobje.